# Lawhitton
 (mars 2024).
Lawhitton est un village des Cornouailles, en Angleterre. Le village fait partie de la paroisse civile de Lawhitton Rural.